# Baralha

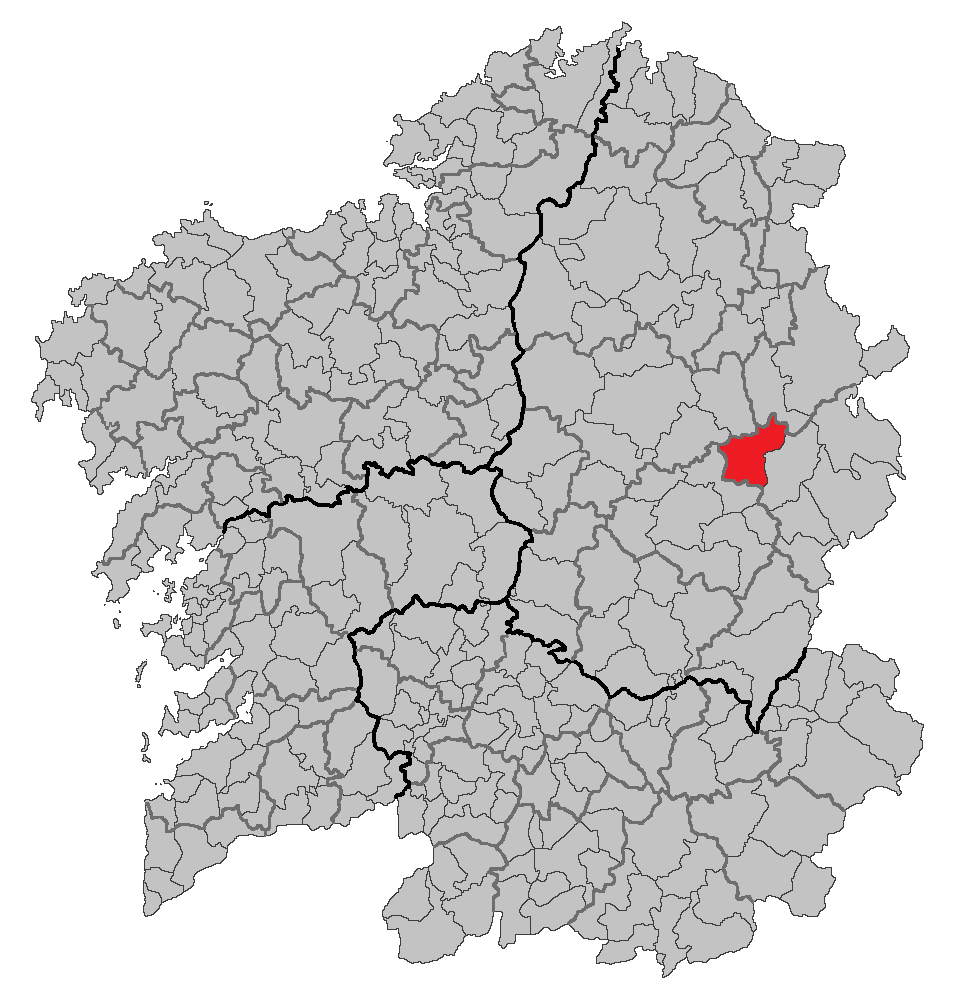
Localização de Baralha

Baralha (Baralla) é um município da Espanha na província de Lugo, comunidade autónoma da Galiza, de área 146,00 km² com população de 3034 habitantes (2007) e densidade populacional de 20,78 hab./km².

## Demografia
| Variação demográfica do município entre 1991 e 2004 | Variação demográfica do município entre 1991 e 2004 | Variação demográfica do município entre 1991 e 2004 | Variação demográfica do município entre 1991 e 2004 |
| --------------------------------------------------- | --------------------------------------------------- | --------------------------------------------------- | --------------------------------------------------- |
| 1991                                                | 1996                                                | 2001                                                | 2004                                                |
| 3868                                                | 3488                                                | 3305                                                | 3193                                                |